# Grupa generała Pawła Szymańskiego
Grupa generała Pawła Szymańskiego – związek taktyczny Wojska Polskiego z okresu wojny polsko-bolszewickiej.

## Struktura organizacyjna
Skład 20 lipca 1920:
- dowództwo grupy
- X Brygada Piechoty
- 6 pułk ułanów
- I batalion 138 pułku piechoty
- batalion ochotniczy
- batalion lwowski